# بیبوو
بیبوو (به آلمانی: Bibow) یک شهر در آلمان است که در نوردوست‌مکلنبورگ واقع شده‌است. بیبوو ۳۹۲ نفر جمعیت دارد.